# واحة باريس للمياه الطبيعية
واحة باريس للمياه الطبيعية أو (بالإنجليزية: Aqua Paris - Paris Oasis Natural Water)‏ هي إحدى شركات قطاع البترول المصري والتي تأسست كشركة مساهمة مصرية وفقا لأحكام قانون ضمانات وحوافز الإستثمار رقم 8 لسنة 1997

## المساهمون
يساهم في رأسمال الشركة كل من:-
- جنوب الوادي القابضة للبترول.[1]
- بترونيل - النيل لتسويق البترول.[1]
- إنبي - الهندسية للصناعات البترولية والكيماوية.[1]
- بتروجيت - المشروعات البترولية والاستشارات الفنية.[1]
- إبسكو - المصرية للخدمات البترولية.[2]
- سسكو - سيناء للخدمات البترولية والتعدينية.[2]

## رؤساء الشركة
- طارق عبد الصمد يحيى.[3]
- وحيد السيد البريجع.[3]
- عبد الرحمن رمضان أبو خضرة.[4]
- أسامة الجنزوري.[5]
- هالة مهنا.
- هشام المهدي.
- عبد الرحيم محمود.
- محمد مصطفى درويش.
- مصطفى بطروخة.